# Металопрокатний завод у Джебель-Алі
Металопрокатний завод у Джебель-Алі – підприємство металургійної промисловості, яке працює у індустріальній зоні Джебель-Алі в еміраті Дубаї (Об’єднані Арабські Емірати).
В 2001 році група Qatar Steel придбала металопрокатний завод в Джебель-Алі, яким з 2003-го опікується дочірня компанія групи Qatar Steel Company FZE. Завод здійснював випуск будівельної арматури (прокатний стан річною потужністю 50 тисяч тон) та котанки (фактичний випуск в 2008-му – 102 тисячі тон).
В 2007 – 2009 роках провели масштабну реконструкцію майданчику, в межах якої на заміну існуючих потужностей запустили нові прокатні стани – так само для випуску арматури та котанки – з річною продуктивністю 300 та 240 тисяч тон відповідно.